# Apollo di Cleveland
L'Apollo di Cleveland è una statua greca in bronzo risalente al 350 a.C. circa, attribuita non concordemente a Prassitele e attualmente conservata presso il Cleveland Museum of Art di Cleveland.

## Storia
Nel 2003 comparve sul mercato dell'arte una statua all'epoca sconosciuta, che si rivelò essere un Apollo sauroctono in bronzo e a grandezza naturale. Stando a quanto affermato dal soggetto che la scoprì, la statua proveniva da un'abitazione privata dell'ex Repubblica Democratica Tedesca, dove - ritrovata in un cumulo di detriti - era stata ritenuta una copia di epoca più recente, risalente al XVIII-XIX secolo, e venduta come tale alla galleria di antiquariato della Phoenix Ancient Art, che invece ne riconobbe l'autenticità.
L'anno seguente fu notata dal Cleveland Museum of Art nella sede di Ginevra della Phoenix Ancient Art, e fu acquistata grazie al contributo del fondo di acquisizione Severance and Greta Millikin Purchase Fund.

## Controversie
L'opera fu coinvolta rapidamente al centro di alcune controversie relative alla sua origine: secondo taluni, infatti, si trattava di un esemplare saccheggiato illegalmente, in Italia o in Grecia, in tempi recenti. Tali considerazioni spinsero il Consiglio Archeologico Centrale (KAS) greco a chiedere ufficialmente al Museo del Louvre di non inserirla all'interno della sua mostra Prassitele, allestita nella primavera del 2007. Nello stesso periodo, le autorità italiane chiesero la restituzione dell'Apollo.

### Indagini scientifiche
Il museo statunitense scelse di supportare la versione del venditore e mise in evidenza i risultati delle analisi tecniche che aveva condotto sulla scultura: essa è ricoperta da una patina e presenta delle tracce di corrosione, che testimoniano un lungo periodo di sepoltura, con un'alternanza di fasi di siccità e di umidità. Gli esami chimici hanno confermato che la figura è antica, mentre la base, realizzata in una lega differente, è collocata temporalmente a un periodo posteriore al Rinascimento. Il piombo prelevato sulla base, a contatto con il piede destro, è datato invece a poco meno di cento anni, e ciò permetterebbe di smentire la tesi secondo cui l'Apollo sarebbe stato oggetto di un saccheggio avvenuto in tempi più recenti. Peraltro, il piombo sembrerebbe affine a quello della statua, lasciando ipotizzare un riutilizzo posteriore del materiale originale.
Dalle indagini effettuate nel corso degli anni sarebbe emerso che i frammenti distaccati della mano, dell'avambraccio e della lucertola (talvolta identificata anche come pitone) appartengono all'Apollo. Furono ottenuti nella stessa colata, come confermato dalla composizione metallica, dagli analoghi segni delle vicende corrosive e dal contenuto di piombo. La corrosione suggerisce che, una volta portata alla luce, la statua sia stata esposta altresì alle conseguenze degli agenti atmosferici. Sulla figura sono state individuate anche delle tracce di un incendio che potrebbe aver coinvolto la statua in seguito al suo scavo. Alcuni campioni ricavati dall'avambraccio, datati tramite metodo del carbonio-14, sono stati ricondotti a un'epoca notevolmente anteriore a quella greca, ma si ipotizza che i campioni possano essere stati contaminati durante i lavori di restauro.

## Descrizione

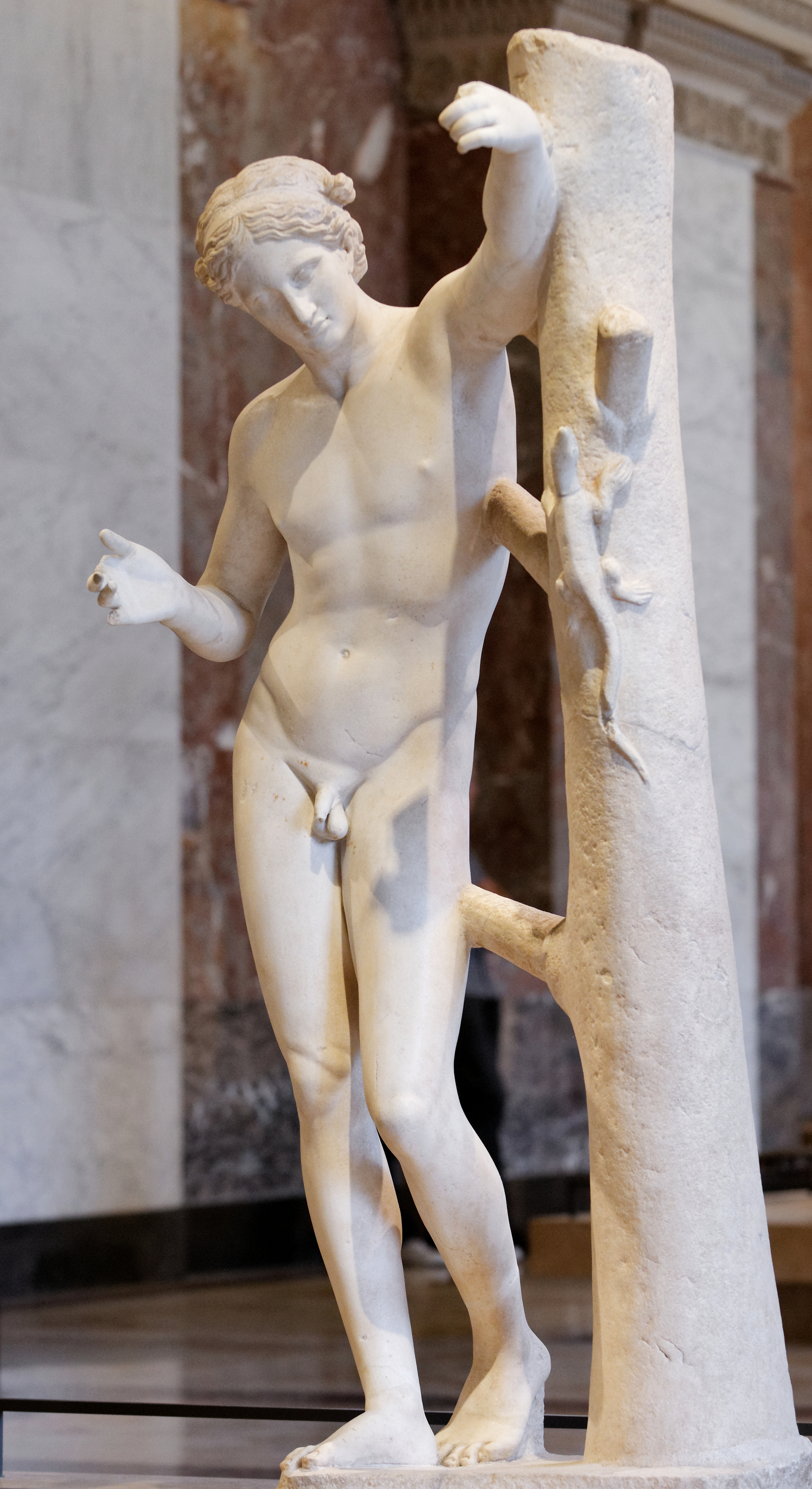
LApollo Sauroctono conservato al Museo del Louvre.

L'opera rappresenterebbe, secondo taluni, l'originale bronzeo prassitelico dell'Apollo sauroctono (letteralmente dal greco σαυροκτόνος, "uccisore del rettile"), in cui il dio Apollo è rappresentato, appoggiato a un albero e con una freccia in mano, nell'atto di uccidere con quest'ultima una lucertola.
La versione bronzea di tale modello iconografico è relativamente ben conservata, sebbene vi siano alcune parti mancanti. Difatti, è andato completamente perduto l'albero, il braccio destro si conserva in minima parte e quello sinistro manca completamente; tuttavia, la mano sinistra con parte dell'avambraccio e la lucertola si sono conservati, seppure distaccati dalla figura di Apollo.
La divinità è raffigurata in una posa che accentua fortemente la torsione del bacino, riscontrata anche nella versione del Louvre e nel Satiro a riposo dei Musei Capitolini di Roma. La figura è appoggiata sulla gamba destra, piega quella sinistra e accosta la punta del piede sinistro dietro al tallone destro. In generale il bronzo, ottenuto tramite la fusione a cera persa, si distingue per la qualità della sua esecuzione, con i contorni più definiti rispetto alle versioni marmoree. Le labbra e i capezzoli sono intarsiati in rame, mentre gli occhi sono in pietra. Svariati dettagli sono stati eseguiti nel modello in cera stessa prima della colata del metallo, come nel caso della capigliatura, trattenuta da una fascia (e presumibilmente influenzata dallo stile di Policleto). Nel complesso l'opera è in grado di mostrare la grande abilità dello scultore che la realizzò e della sua bottega.

### Attribuzione
Il modello iconografico dell'Apollo sauroctono è stato attribuito a Prassitele sulla base di un passo contenuto all'interno della Naturalis historia di Plinio il Vecchio:
(Naturalis Historia, XXXIV, 70)
L'Apollo di Cleveland è la sola statua in bronzo a grandezza naturale che corrisponde perfettamente alla descrizione di Plinio. Inoltre, le qualità tecniche sono compatibili con una datazione che la colloca al secondo classicismo (IV secolo a.C.), lo stesso periodo in cui operò anche Prassitele. Secondo l'esperto Michael Bennett, curatore delle antichità greche e romane del Cleveland Museum of Art, la scultura è quanto di più vicino all'arte di Prassitele e, tenendo conto anche della qualità della realizzazione, potrebbe essere l'unico originale bronzeo del maestro ateniese tuttora esistente.
Tuttavia, alcuni dubbi sono stati sollevati in merito a tale attribuzione, che si basa principalmente sul passo pliniano. L'istituzione statunitense sostiene fermamente l'attribuzione prassitelica; diversamente, in un saggio relativo alla mostra allestita dal Louvre nel 2007 - in cui venivano riassunti gli studi e le questioni relative al tipo sauroctono - l'Apollo di Cleveland è esaminato ma non viene incluso nel catalogo delle opere di Prassitele. A tal proposito l'autore afferma che "nonostante la sua abbondanza, la documentazione non permette di riconoscere l'opera nei dettagli e il contesto della sua realizzazione ci sfugge completamente. Il bronzo di Cleveland non è stato incluso nell'allestimento parigino a causa delle problematiche sorte con riferimento alla sua dubbia provenienza, ma è brevemente esaminato nel catalogo". L'esclusione fu, pertanto, inevitabilmente influenzata anche dalla pressione delle autorità greche e sembrerebbe aver smentito l'attribuzione a Prassitele.

## Analisi
Il modello dell'Apollo sauroctono è un pilastro fondamentale nella storia dell'arte classica. Si ritiene sia una delle opere più importanti di Prassitele, ed è nota sia attraverso diverse repliche in marmo (fu molto apprezzata soprattutto in età imperiale), sia tramite monete e gioielli. Le sculture prassiteliche furono apprezzate sin dai tempi antichi, consacrando l'artista come uno dei più importanti scultori greci in assoluto. L'arte di Prassitele era particolarmente apprezzata per il fascino personale e individuale, per la naturalezza delle ampie linee e per la bellezza sensuale delle forme. In particolare, Prassitele si concentrò soprattutto sulla produzione di opere raffiguranti Apollo o Artemide, spesso replicate o prese come riferimento dai suoi allievi e da artisti posteriori (sebbene in alcuni casi di riproduzioni del tipo sauroctono i copisti abbiano esasperato la morbidezza della figura, sfociando quasi nell'effeminatezza).
In tale tipologia di Apollo, l'importante soggetto mitologico sembra colto in un momento di svago o di divertimento, con una sottile allusione al tema religioso. Se si sceglie di considerare l'Apollo di Cleveland come una copia - anche antica - di un originale prassitelico andato perduto, si può affermare che il suo scultore decise di accentuare volutamente l'aspetto ludico rispetto all'originale di riferimento, grazie alla giovane bellezza del dio, alla grazia delle sue forme fanciullesche e alle curve della posizione in cui la figura è delicatamente concepita.

## Galleria d'immagini

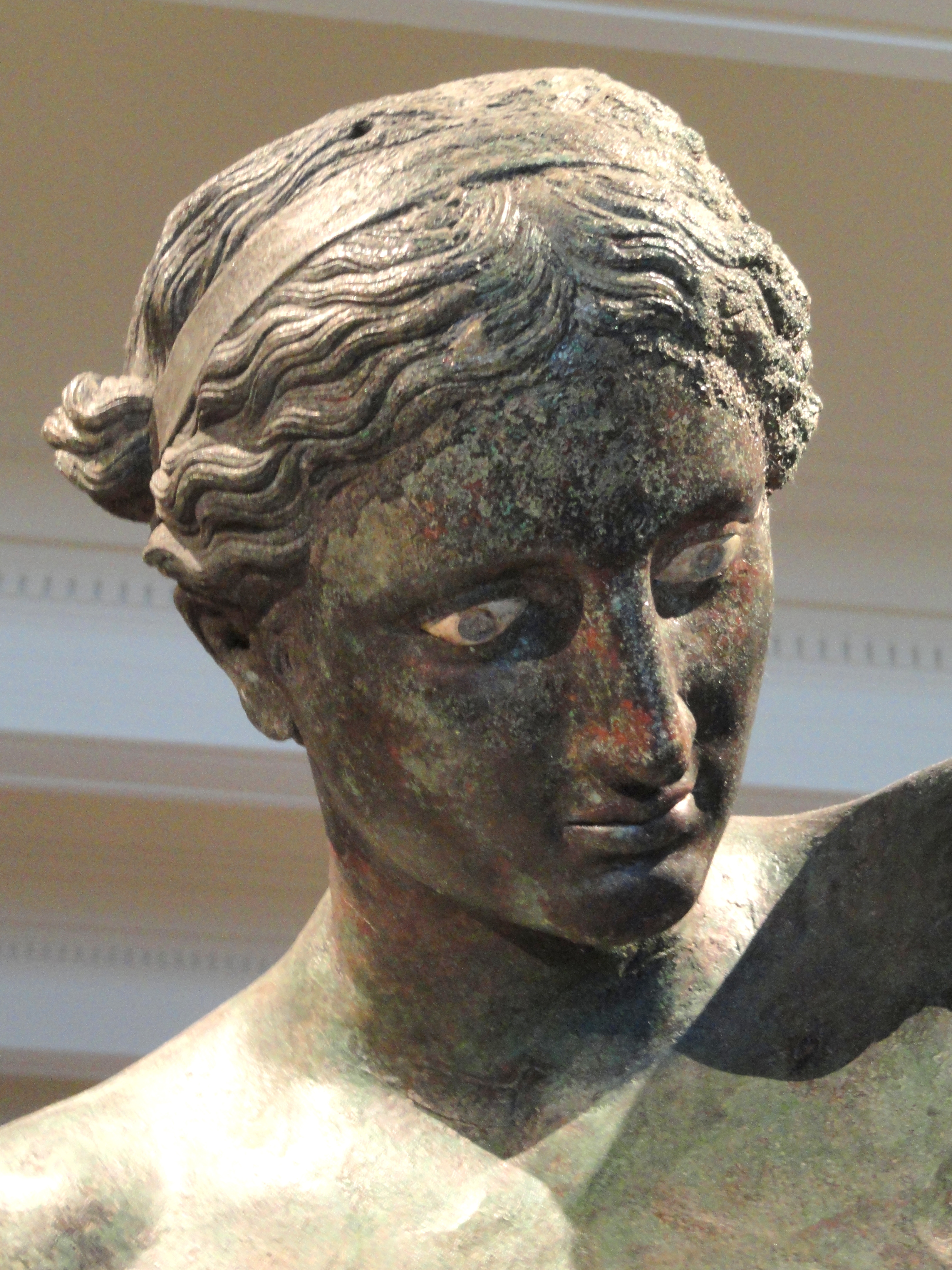
Dettaglio del volto.
La mano sinistra e parte dell'avambraccio.
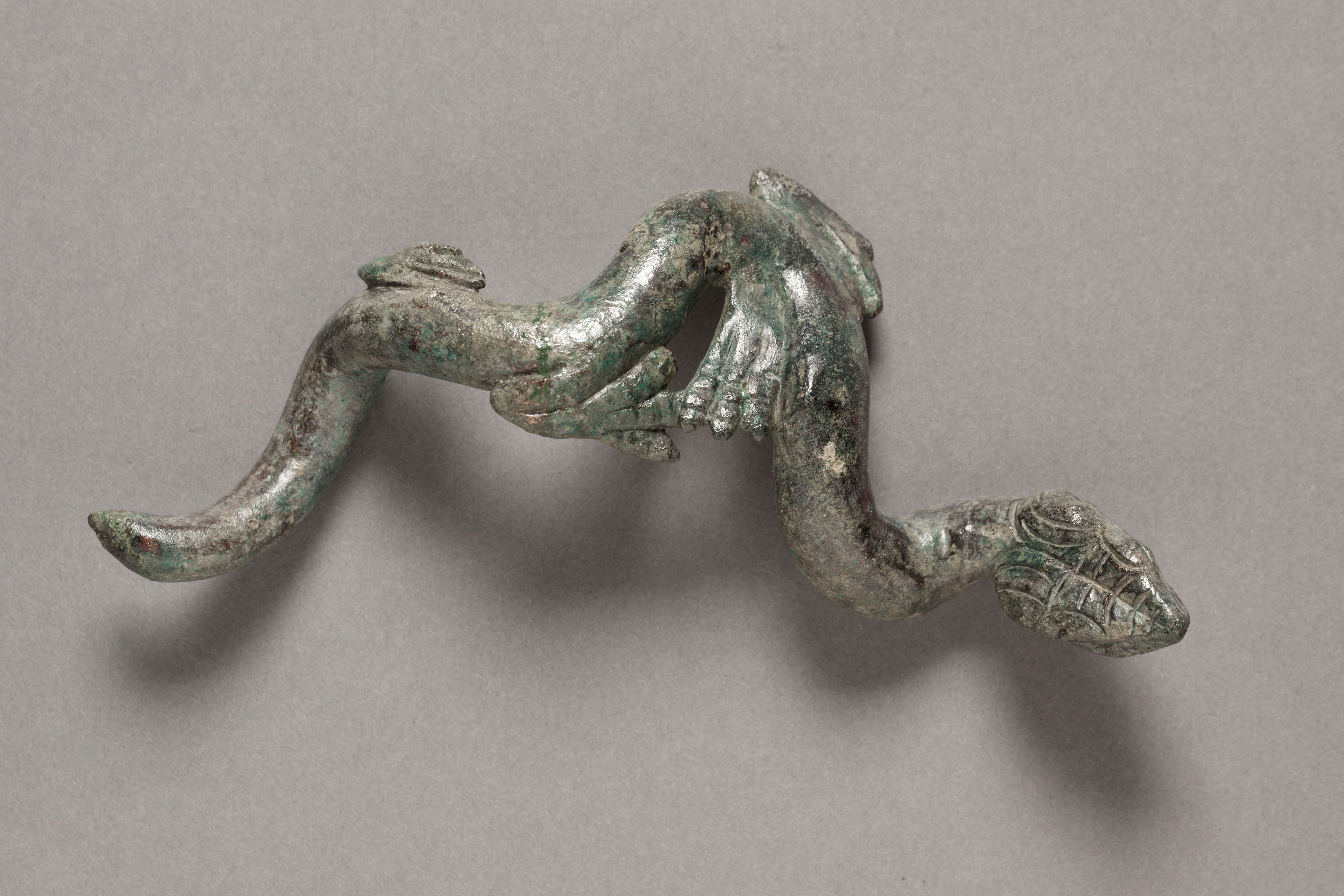
La lucertola.